# Euzomodendron bourgeanum
Euzomodendron bourgeanum, és una espècie de planta brassicàcia en forma de mata, llenyosa i perenne. És un endemisme de la província d'Almeria i està catalogat com en perill d'extinció.

## Etimologia
El botànic Ernest Saint-Charles Cosson va dedicar aquesta espècie al també botànic Eugène Bourgeau el qual en va prendre mostres l'any 1851.

## Morfologia
Fa una alçada d'entre 50 a 60 cm. Les seves fulles són caduques (cauen a la fi de l'estiu), carnoses i dividides de 10-30 (35) x 2-15 (25) mil·límetres. Les flors tenen els pètals grocs amb venes de color viola. El fruit és una silíqua d'uns 25-35 (40) x 2,5-3,5 (4) mm, la llavor fa uns 2,5 mm. Floreix a l'abril i maig però acostuma a tenir alguna flor pel mes de desembre.

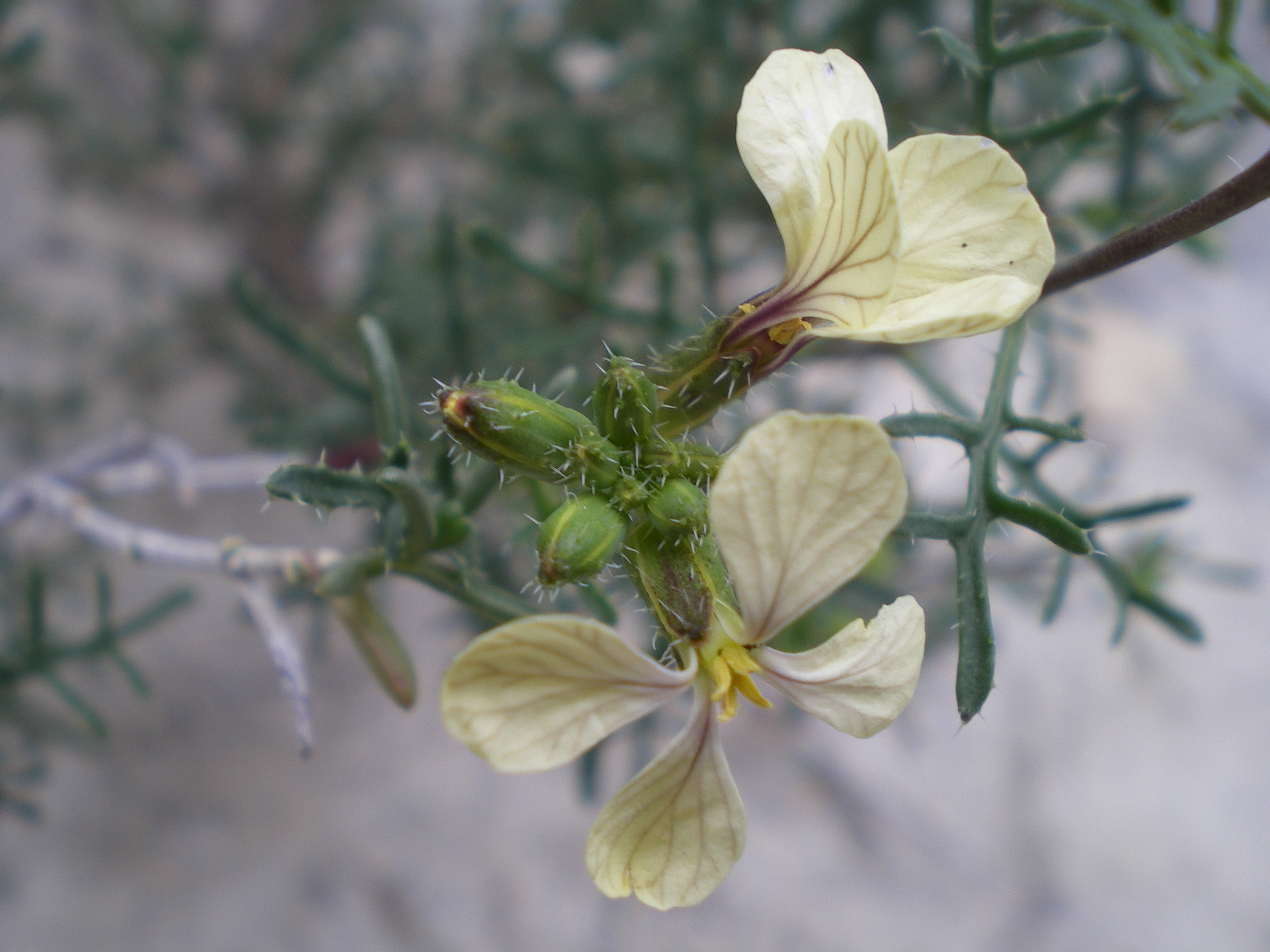
Detall de la flor.

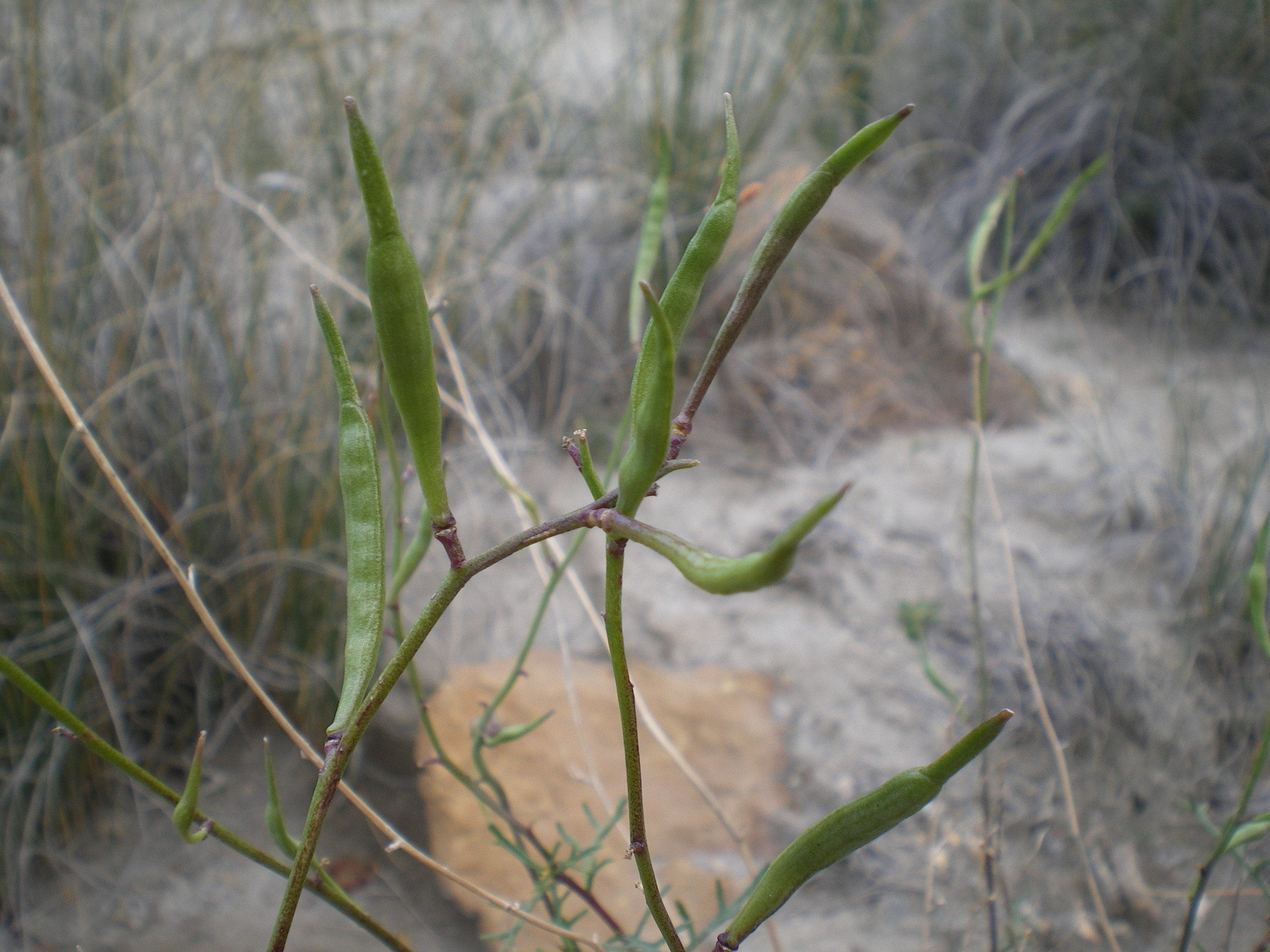
Detall del fruit.

## Hàbitat
Viu en zones molt seques (és xeròfila), sobre sòls margosos, calcaris, subsalins i amb guix. Es troba entre els 100 i els 500 msnm, junt Ziziphus lotus, Diplotaxis harra, Lygeum spartum, Thymus hiemalis, Thymelaea hirsuta, Fagonia cretica, Stipa tenacissima, Artemisa barrelieri, Asparagus acutifolius, Lavandula multifida, Limonium insigne, Salsola genistoides, iMoricandia foetida.

## Distribució
Planta endèmica es troba al nord de la Serra de Gádor, de Serra Alhamilla i de Serra de Cabrera i a les planes de Rioja i de Tabernas, entre Instinción i Huércal de Almería.